# Comté de Will
Pour les articles homonymes, voir Will.
Le comté de Will (Will County en anglais) est un comté de l'État de l'Illinois. Situé dans l'aire métropolitaine de Chicago, il a pour siège la ville de Joliet. Le comté abrite la plupart des banlieues sud de Chicago. Sa population totale était de 502 266 habitants en 2000 ; elle s'élevait à 673 586 personnes en 2007, ce qui le place parmi les comtés au développement le plus rapide aux États-Unis, par le taux de croissance de sa population. Il se situe également en 55e position sur la liste des 100 comtés les plus riches par revenu médian de ménage, avec 62 238 dollars.

## Histoire
Le comté fut créé en 1836 à partir des comtés de Cook et Vermilion ; il incluait alors, en plus de son territoire actuel, la région du comté de Kankakee qui s'étend au nord de la rivière Kankakee, mais la perdit lorsque le comté de Kankakee fut organisé en 1852. Depuis, ses frontières n'ont pas été modifiées. Le comté doit son nom à Conrad Will, homme d'affaires et homme politique qui fut membre de l'Assemblée Générale d'Illinois de la première la neuvième législature, jusqu'à sa mort en 1835.

## Géographie
Le comté est traversé par les rivières Kankakee, DuPage, Des Plaines, qui se rejoignent près de sa frontière occidentale, et par deux canaux, le canal Illinois et Michigan et le Chicago Sanitary and Ship Canal. Le comté compte plusieurs aires protégées, gérées par le Forest Preserve District of Will County, parmi lesquelles la Midewin National Tallgrass Prairie (69 km2, Service des forêts des États-Unis) qui occupe l'ancien emplacement du Joliet Arsenal, le Channahon State Park et la Des Plaines Fish and Wildlife Area. La partie du comté qui entoure Joliet utilise les codes téléphoniques 815 et 779 ; la partie septentrionale les codes 630 et 331 ; la partie orientale, le code 708.
Le comté est bordé par le comté de DuPage au nord, le comté de Cook au nord-est, le comté de Lake (Indiana) à l'est, le comté de Kankakee au sud, le comté de Grundy au sud-ouest, le comté de Kendall à l'ouest et le comté de Kane au nord-ouest.
Le comté se compose principalement des banlieues sud de Chicago.

### Population
| Groupe                           | Comté de Will | Illinois | États-Unis |
| -------------------------------- | ------------- | -------- | ---------- |
| Blancs                           | 76,0          | 71,5     | 72,4       |
| Afro-Américains                  | 11,2          | 14,6     | 12,6       |
| Autres                           | 5,8           | 6,7      | 6,4        |
| Asiatiques                       | 4,6           | 4,6      | 4,8        |
| Métis                            | 2,3           | 2,3      | 2,9        |
| Amérindiens                      | 0,4           | 0,3      | 0,9        |
| Total                            | 100           | 100      | 100        |
|                                  |               |          |            |
| Hispaniques et Latino-Américains | 15,6          | 15,8     | 16,7       |

Selon l'American Community Survey, pour la période 2011-2015, 7,9 % de la population vit sous le seuil de pauvreté (15,5 % au niveau national). Ce taux masque des inégalités importantes, puisqu'il est de 15,1 % pour les Afro-Américains, 14,4 % pour les Latinos et de 5,1 % pour les Blancs non hispaniques. De plus 11,2 % des personnes de moins de 18 ans vivent en dessous du seuil de pauvreté, alors que 6,9 % des 18-64 ans et 5,4 % des plus de 65 ans vivent en dessous de ce taux.
Selon le recensement de 2000 du Bureau du recensement des États-Unis d'Amérique, il y a 502 266 habitants dans le comté, 167 542 ménages et 131 017 familles. Parmi les 167 542 foyers, 42,7 % comptaient un ou des enfants de moins de 18 ans, 64,8 % étaient des couples mariés vivant ensemble, 9,6 % avaient un chef de famille féminin sans mari, et 21,8 % étaient des foyers non familiaux. 17,8 % des foyers étaient constitués d'un individu vivant seul et 6 % d'un individu seul de 65 ou plus. Le nombre moyen de personnes par foyer était de 2,94 et la famille moyenne comptait 3,36 membres. 30 % des habitants avaient moins de 18 ans, 8,1 % entre 18 et 24 ans, 32,9 % de 25 à 44 ans, 20,6 % de 45 à 64 ans et 6 % 65 ans ou plus. L'âge moyen était de 33 ans.

### Townships
Comme la majorité des autres comtés de l'Illinois, le comté est subdivisé en civil townships, qui, dans le cas du comté de Will, sont au nombre de 24 et proposent des services publics à leurs habitants :

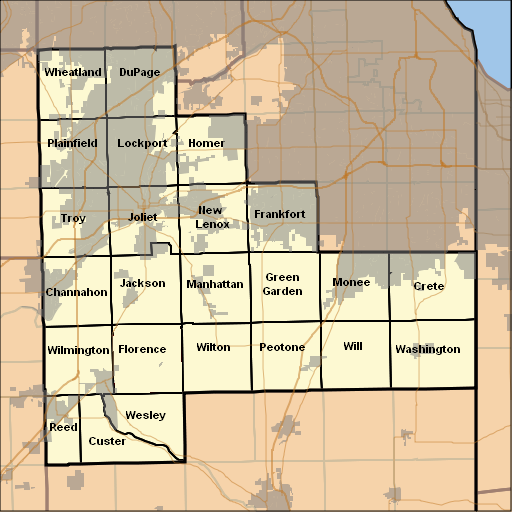
Carte des townships du comté

| Township     | Population | Superficie |
| ------------ | ---------- | ---------- |
| Channahon    | 8 339 hab  | 92,71 km2  |
| Crete        | 25 589 hab | 115,77 km2 |
| Custer       | 1 463 hab  | 68,63 km2  |
| DuPage       | 71 745 hab | 95,3 km2   |
| Florence     | 642 hab    | 94,53 km2  |
| Frankfort    | 41 292 hab | 95,56 km2  |
| Green Garden | 2 556 hab  | 95,56 km2  |
| Homer        | 28 992 hab | 93,23 km2  |
| Jackson      | 3 541 hab  | 98,67 km2  |
| Joliet       | 86 468 hab | 89,09 km2  |
| Lockport     | 42 048 hab | 94,79 km2  |
| Manhattan    | 5 615 hab  | 95,56 km2  |
| Monee        | 13 294 hab | 93,23 km2  |
| New Lenox    | 29 730 hab | 92,71 km2  |
| Peotone      | 3 938 hab  | 93,75 km2  |
| Plainfield   | 45 691 hab | 91,3 km2   |
| Reed         | 6 051 hab  | 46,87 km2  |
| Troy         | 27 970 hab | 91,68 km2  |
| Washington   | 3 948 hab  | 115,25 km2 |
| Wesley       | 2 568 hab  | 73,65 km2  |
| Wheatland    | 44 349 hab | 92,71 km2  |
| Will         | 1 568 hab  | 93,49 km2  |
| Wilmington   | 6 050 hab  | 93,23 km2  |
| Wilton       | 819 hab    | 93,23 km2  |

### Localités et municipalités
Le comté de Will comprend 37 municipalités.
| - Andres - zone non incorporée, moins de 50 habitants - Aurora - partiellement dans les comtés de DuPage, Kane et Kendall - Beecher - Bolingbrook - avec de petites sections dans les comtés de DuPage et Cook - Braidwood - Channahon - Crest Hill - Crete - Crystal Lawns - zone non incorporée - Elwood - Fairmont - zone non incorporée - Frankfort - Frankfort Square - zone non incorporée - Goodings Grove - zone non incorporée - Goodenow - zone non incorporée - Homer Glen - Ingalls Park - zone non incorporée - Joliet - dont une petite section se trouve dans le comté de Kendall - Lakewood Shores - zone non incorporée - Lockport | - Manhattan - Mokena - Monee - Naperville - partiellement dans le comté de DuPage - New Lenox - Park Forest - surtout dans le comté de Cook - Peotone - Plainfield - Preston Heights - zone non incorporée - Rockdale - Romeoville - Sauk Village - surtout dans le comté de Cook, la section située dans le comté de Will est minime - Shorewood - Steger - partiellement dans le comté de Cook - Symerton - Tinley Park - surtout dans le comté de Cook, la section située dans le comté de Will est minime - University Park - partiellement dans le comté de Cook - Willowbrook - zone non incorporée, nà ne pas confondre avec le Village de Willowbrook. - Wilmington - Wilton Center - zone non incorporée - Woodridge - partiellement dans le comté de DuPage, avec une petite section dans le comté de Cook |

### Transport
Quatre lignes de Metra (Metra Electric Main Line, Southwest Service, Rock Island District et Heritage Corridor) connectent des parties du comté au quartier du Loop (Downtown Chicago).
Routes principales
- Interstate 55
- Interstate 57
- Interstate 80
- Interstate 355
- U.S. Route 30
- U.S. Route 45
- U.S. Route 52
- Illinois Route 1
- Illinois Route 7
- Illinois Route 50
- Illinois Route 53
- Illinois Route 59
- Illinois Route 113
- Illinois Route 126
- Illinois Route 171
- Illinois Route 394